# Вовна Іван Михайлович
Іван Михайлович Вовна (17 березня 1996, с. Чернилівка, Тернопільська область — 21 грудня 2021, біля Водяне, Донецька область) — український військовослужбовець, матрос Збройних сил України, учасник російсько-української війни.

## Життєпис
Іван Вовна народився 17 березня 1996 року в селі Чернилівці, нині Підволочиської громади Тернопільського району Тернопільської области України.
Служив морським піхотинцем. Загинув 16 січня 2023 року біля Водяного на Донеччині.
Похований 14 січня 2023 року в родинному селі.

## Вшанування пам'яті
У травні 2023 року на фасаді Оріховецької школи відкрили пам'ятну дошку на честь загиблого випускника Івана Вовни.